# A5 (motorväg, Cypern)
A5 är en motorväg på Cypern som går mellan Larnaca och Kofínou. Denna motorväg binder ihop motorvägarna A1 och A3. Denna motorväg är viktig för Cyperns sydliga kust då den utgör en del i den motorvägsförbindelse som går mellan de viktiga hamnstäderna Larnaca och Limassol.